# Демартини, Уоррен
Уоррен Джастин Демартини (англ. Warren Justin DeMartini; род. 10 апреля 1963) — американский музыкант, гитарист и автор песен; наиболее известен как соло-гитарист глэм-метал-группы Ratt. Соло-гитара Демартини стала одним из самых узнаваемых компонентов музыки Ratt. Соавтор нескольких из самых известных песен группы, включая «Round and Round», «Lay It Down», «Dance», и «Way Cool Jr.». 

## Биография
Демартини родился 10 апреля 1963 года в Чикаго, штат Иллинойс. Он был самым младшим из пяти братьев.
В 1994 году играл в составе Whitesnake.

## Дискография
В составе Ratt
- Ratt EP (1983)
- Out of the Cellar (1984)
- Invasion of Your Privacy (1985)
- Dancing Undercover (1986)
- Reach for the Sky (1988)
- Detonator (1990)
- Ratt & Roll 81-91 (1991)
- Collage (1997)
- Ratt (1999)
- Tell The World: The Very Best Of Ratt (2007)
- Infestation (2010)

Сольные альбомы
- Surf’s Up! (1995)
- Crazy Enough to Sing to You (1996)